# بولگان (آرخانگای)
بولگان (به لاتین: Bulgan) یک منطقهٔ مسکونی در مغولستان است که در استان آرخانگای واقع شده‌است. بولگان ۳٬۱۰۰ کیلومتر مربع مساحت دارد.